# شيفاثيريوم
الشيفاثيريوم (الاسم العلمي: Sivatherium)، وتعني ("وحش شيفا" احد أساطير الهندوس). وهو جنس منقرض من الزرافيات التي عاشت خلال الميوسيني في شبه القارة الهندية وأفريقيا. يعتبر نوع "الشيفاثيريوم غيغانتيوم" (Sivatherium giganteum) من حيث الوزن، أحد أكبر أنواع الزرافيات المعروفة، وهو أيضًا أحد أكبر الحيوانات المجترة خلال كل العصور.